# ام.اس. سوبولاکشمی
مادورای شانموکاوادیوو سوبولاکشمی (هندی: மதுரை சண்முகவடிவு சுப்புலட்சுமி؛ ۱۶ سپتامبر ۱۹۱۶ – ۱۱ دسامبر ۲۰۰۴) یک بازیگر و خواننده اهل هند بود. وی بین سال‌های ۱۹۳۰ تا ۲۰۰۴ میلادی فعالیت می‌کرد.
وی همچنین برنده جوایزی همچون بهارات راتنا شده است.